# Академия Альберта
Академия Альберта (англ. Albert Academy) — средняя школа в столице Сьерра-Леоне, Фритауне.
Девиз академии — Esse Quam Videri с лат. — «быть, а не казаться». Находится на Берри-стрит во Фритауне. Среди выпускников академии первый премьер-министр Милтон Маргаи и первый президент страны Сиака Стивенс.
Школу иногда называют Колледжем мужчин Менде (англ. Mende Man College), что отражает тот факт, что на протяжении многих лет студенты из народа менде в Сьерра-Леоне составляли большинство.
Несмотря на то, что школа имеет христианскую традицию, Объединённую Методистскую Церковь, в ней могут обучаться студенты всех религиозных убеждений. У него есть ассоциации выпускников в Великобритании, США и Фритауне. Ассоциации выпускников вносят свой вклад в работу школы, в том числе, например, предоставляют стипендии и гранты студентам.

## История
В 1900 году в британской колонии Сьерра-Леоне в Моямбе была открыта школа для девочек. Несколько позднее было также дано разрешение построить аналогичную школу для мальчиков. Первоначально было предложено разместить академию в Шенге, родине миссионера по имени Айра Альберт. В конце концов совет решил, что Шенге слишком мал, поэтому они основали школу в столице колонии во Фритауне.
Академия была основана 4 октября 1904 года и названа в честь Айры Альберт, недавно погибшей в лодочной катастрофе. Когда академия была основана, в ней был только один учитель, мистер Л. Тёрнер (англ. Mr L. Turner), и четыре ученика. Первым директором был преподобный Рэймонд Доэрти (англ. Raymond Dougherty), а заместителем директора — Эдвин Хёрш (англ. Edwin Hursh). Изначально академия находилась на Ист-стрит и лишь в 1907 году переместилась на Берри-стрит, где находится до сих пор.